# ایستگاه متروی دولت
ایستگاه دولت چهارمین ایستگاه خط ۲ متروی شیراز است. این ایستگاه در تقاطع بلوار عدالت و بلوار دولت در محله فرگاز قرار دارد.
این ایستگاه در ۷ اسفند ۱۴۰۲ افتتاح شد.

## مسیرهای ایستگاه
- بلوار عدالت
- بلوار دولت
- بلوار پاسارگاد

## محله‌های ایستگاه
- فرگاز شیراز
- عادل‌آباد
- سپاه جنوبی
- بیست متری امام خمینی